# Raffaele Albertolli
Raffaele Albertolli (Bedano, 21 settembre 1770 – Milano, 7 gennaio 1812) è stato un pittore, incisore e stuccatore svizzero.

## Biografia
Figlio di Giocondo Albertolli, studiò all'Accademia di Brera, quindi fu assistente del padre. Collaborò con Giuseppe Maggiolini, eseguì disegni architettonici e dipinse ritratti e paesaggi. Realizzò incisioni da disegni del padre e dell'architetto Luigi Cagnola. Introdusse la tecnica dell'acquatinta a Milano. Fu eletto accademico di Brera nel 1803.